# Stojka Petrowa
Stojka Żelazkowa Petrowa (bułg. Стойка Желяскова Петрова; ur. 18 września 1985 r. w Dobriczu) – bułgarska bokserka, mistrzyni olimpijska, dwukrotna srebrna medalistka mistrzostw świata, dwukrotna mistrzyni Europy, dwukrotna złota medalistka mistrzostw Unii Europejskiej, uczestniczka igrzysk europejskich w Baku, wielokrotna indywidualna mistrzyni Bułgarii. Występowała w kategoriach wagowych od 48 do 54 kg.

## Kariera
Przygodę z boksem zaczęła w 1999 roku.
Pierwszą poważną imprezę zaliczyła w październiku 2007 roku podczas mistrzostw Europy w Vejle. Po pokonaniu Rumunki Loredany Draguliny w pierwszej rundzie przegrała w ćwierćfinale z późniejszą finalistką Angielką Nicolą Adams. W grudniu tego samego roku w kategorii do 50 kg zdobyła złoty medal mistrzostw Unii Europejskiej, wygrywając na punkty z Rumunką Dianą Timofte 7:3. Dwa lata później zdobyła srebro w kategorii do 48 kg na mistrzostwach Unii Europejskiej w Pazardżiku. W finale przegrała z Francuzką Sarah Ourahmoune po dyskwalifikacji w czwartej rundzie. Podczas wrześniowych mistrzostw Europy w Mikołajowie zajęła siódme miejsce, przegrywając w ćwierćfinale ze Szwedką Heleną Falk.
W nowym dziesięcioleciu XXI wieku wzięła udział na mistrzostwach Unii Europejskiej w Keszthely. Wygrała zawody w kategorii do 54 kg, pokonując w finale Turczynkę Sümeyrę Yazıcı 6:1. We wrześniu 2010 roku po raz pierwszy uczestniczyła na rozegranych w Bridgetown mistrzostwach świata. W kategorii do 51 kg w trzeciej rundzie przegrała z Ukrainką Tetjaną Kob 7:13. Ostatecznie została sklasyfikowana na 11. pozycji. Październik następnego roku przyniósł brązowy medal mistrzostw Europy w Rotterdamie. W półfinale lepsza okazała się na punkty reprezentująca Anglię Nicola Adams 11:15.
Podczas mistrzostw świata w Qinhuangdao musiała pogodzić się z porażką w ćwierćfinale z Karoliną Michalczuk, z którą przegrała 14:27. W sierpniu 2012 roku wystąpiła na letnich igrzyskach olimpijskich w Londynie w kategorii do 51 kg. Po zwycięstwie w pierwszej rundzie z reprezentującą Nową Zelandię Sioną Fernandes, przegrała w ćwierćfinale z Brytyjką Nicolą Adams, która później zdobyła złoty medal. Rok po igrzyskach w Keszthely na mistrzostwach Unii Europejskiej ponownie lepsza okazała się w finale Angielka, z którą przegrała 0:3.
Na przełomie maja i czerwca 2014 roku zdobyła swój pierwszy złoty medal mistrzostw Europy. W Bukareszcie w kategorii do 51 kg pokonała Rosjankę Sajanę Sagatajewaą przez nokaut. W listopadzie tego samego roku wzięła udział w mistrzostwach świata rozegranych w Czedżu. Zajęła tam siódmą pozycję, przegrywając w ćwierćfinale z Włoszką Terry Gordini 0:3.
Na pierwszych igrzyskach europejskich w Baku przegrała z Nicolą Adams w ćwierćfinale 0:2. Wcześniej w pierwszej rundzie pokonała Francuzkę Wassilę Lkhadiri 3:0. W roku olimpijskim na mistrzostwach świata w Astanie po porażce w finale z Kazachstanką Diną Żołaman w kategorii do 54 kg.
W 2018 roku wystąpiła na mistrzostwach Europy w Sofii. Zdobyła tam złoty medal w kategorii do 54 kg, wygrywając finał z Francuzką Delphiną Mancini 5:0. W listopadzie podczas mistrzostw świata w Nowym Delhi zdobyła srebrny medal. W ćwierćfinale pokonała Manishę Maun z Indii. W walce o finał wygrała z Mongolką Mjagmardulamyn Nandinceceg. W finale lepsza okazała się reprezentująca Chińskie Tajpej Lin Yu-ting, która wygrała 4:1.